# Circaetus
Circaetus constitui um género de rapaces. São predadores de cobras, passando longas horas em voo a escrutinar o solo, e praticam o voo estacionário antes de picarem com a cabeça levantada, asas em M, peito saliente, projectando as garras no momento do impacto.

## Etimologia
No que diz respeito ao nome científico, ou mais concretamente ao nome genérico, Circaetus, este provém do grego antigo, tratando-se da aglutinação dos étimos  κίρκος (circos), que significa «falcão» e  ἀετός (aetos), que significa «águia».

## Habitat
Procuram encostas rochosas e nuas, habitats abertos do tipo de planícies cultivadas e savanas áridas, mas necessitam de árvores para os seus ninhos.

## Alimentação
Consomem basicamente cobras e lagartos e ocasionalmente pequenos mamíferos. Transportam a sua presa no bico deixando-a pendente, muito visível quando se trata de cobras compridas.

## Nidificação
Constroem um ninho grande com gravetos numa árvore de grande porte. Realizam uma postura anual de um só ovo entre Abril e Junho.

## Distribuição
Visita o sul da Europa durante o verão

## Espécies
- Águia-cobreira-eurasiática, Circaetus gallicus Gmelin, 1788
- Águia-cobreira-saheliana, Circaetus (gallicus) beaudouini J. Verreaux & Des Murs, 1862.
- Águia-cobreira-de-peito-preto, Circaetus pectoralis A Smith, 1829
- Águia-cobreira-castanha, Circaetus cinereus Vieillot 1818
- Águia-cobreira-barrada, Circaetus fasciolatus Kaup 1847
- Águia-cobreira-de-cauda-branca, Circaetus cinerascens JW Von Muller, 1851